# Krekovt
Krekovt (znanstveno ime Nucifraga caryocatactes) je ptič iz družine vranov, ki gnezdi v smrekovih gozdovih po večjem delu Evrazije, vendar potrebuje prisotnost leske ali cemprina za zimsko prehrano. Pozno poleti in jeseni dela zaloge njihovih plodov v tleh, zaradi česar je pomemben za raznašanje semen in širjenje sestojev teh dveh vrst. Sicer je vsejed ptič. Ni selivka, le nekatere ruske populacije v letih, ko leske slabo obrodijo, jeseni vdrejo v Evropo.
Po operjenosti je nezamenljiv, velik približno kot šoja, a s kratkim repom, občutno močnejšim kljunom in bolj podolgovato glavo. Osnovna temno rjava obarvanost je gosto posuta z belimi pikami, razen po vrhu glave in večjem delu peruti. Med letom sta vpadljiva tudi snežno bela konica repa in del okrog zadka. Kljub temu je, vsaj v Evropi, plašen ptič, ki ga je težko ugledati. Se tudi redko oglaša, njegov klic je podoben tistemu od sive vrane, vendar daljši, tišji in z bolj pravilnim zaporedjem.

## Razširjenost
Ima ogromno območje razširjenosti po severnem delu Evrazije in večmilijonsko populacijo, ki v zadnjih letih sicer upada zaradi krčenja gozdov, vendar ne dovolj za status ogrožene vrste. Tudi v Sloveniji je stalnica strnjenih iglastih gozdov in mešanih gozdov z velikim deležem iglavcev med 450 in 1600 m nadmorske višine.